# NGC 3377A
NGC 3377A is een balkspiraalstelsel in het sterrenbeeld Leeuw. Het hemelobject ligt in de buurt van NGC 3377.

## Synoniemen
- UGC 5889
- MCG 2-28-7
- DDO 88
- ZWG 66.14
- PGC 32226